# Yanar Mohammed
Yanar Mohammed ( em árabe: ينار محمد; Bagdá, 1960) é uma notável feminista iraquiana. Ela é cofundadora e diretora da Organização para a Liberdade das Mulheres no Iraque e é editora do jornal Al-Mousawat (pela igualdade de gênero). Ela iniciou os primeiros abrigos para mulheres no Iraque desde 2003, protegendo-as de “crimes de honra” e tráfico sexual, uma rede que se expandiu para 11 casas em 5 cidades em 2018. Seus abrigos salvaram centenas de mulheres vulneráveis em 16 anos.

## Biografia
Mohammed nasceu em Bagdá, capital do Iraque. Ela foi criada e viveu na cidade dentro de uma família liberal onde sua mãe era professora e seu pai era engenheiro. Seu avô por parte de mãe era religioso e um homem notável em sua comunidade que "definitivamente merecia o título honorário de mulá", exceto que ele se casou com a irmã mais nova de quatorze anos de sua ex-esposa, o que primeiro estimulou Yanar Mohammed a assumir defender a causa dos direitos das mulheres.
Mohammed se formou na Universidade de Bagdá em Arquitetura com bacharelado em 1984, e mestrado em 1993. Após estudos de pós-graduação e viagens ao Canadá, ela foi ativa no Partido Comunista dos Trabalhadores no Iraque, que deixou no final de 2018.
Em 1995, sua família se mudou do Iraque para o Canadá. Em 1998, Mohammed fundou a organização chamada Defesa dos Direitos da Mulher Iraquiana. Posteriormente, em 2003, se tornou a Organização para a Liberdade da Mulher no Iraque.
Após a invasão do Iraque liderada pelos Estados Unidos em 2003, Mohammed retornou a Bagdá, um retorno que ela financiou por uma vida inteira de economias e trabalho em Arquitetura. Após seu retorno ao Iraque, Mohammed fundou um grupo para promover os direitos das mulheres no Iraque pós-Saddam, a Organização da Liberdade das Mulheres no Iraque, depois de ter fundado um grupo de mulheres anteriormente no Canadá sob o nome de Defesa dos Direitos das Mulheres Iraquianas. Ela também editou o boletim feminista Al-Mousawat.
Em 2003, Mohammed criou a Organização da Liberdade das Mulheres no Iraque, um grupo ativo no apoio aos direitos das mulheres no pós-invasão liderada pelos Estados Unidos desde aquele ano. A organização criou abrigos para mulheres e casas seguras para proteger as mulheres ameaçadas de abuso doméstico e os chamados crimes de honra, liderou atividades contínuas contra o tráfico de mulheres jovens, deu aulas para ensinar mulheres ativistas a enfrentar a intolerância, defendeu a igualdade para as mulheres em rádio e televisão iraquianos. Mohammed também entrevistou e auxiliou cerca de 30 mulheres detidas. Após essas entrevistas, uma pessoa foi salva de uma sentença de morte, enquanto muitas outras foram salvas de reentrar nos círculos de tráfico sexual. O trabalho de Mohammed na Organização para a Liberdade das Mulheres no Iraque criou uma rede de abrigos para mulheres em 4 cidades ao redor do Iraque, onde mais de 870 mulheres recuperaram seu bem-estar e dignidade ao longo de 16 anos (2003-2019). Durante seu trabalho neste grupo, Mohammed recebeu o Prêmio dos Direitos da Mulher da Fundação Gruber em 2008 e o Prêmio Rafto da Noruega em 2016. Em 2018, ela foi listada como uma das 100 mulheres da BBC. Enquanto isso, Mohammed estudou na Universidade de Toronto no Instituto de Estudos em Educação de Ontário e escreveu uma tese de mestrado sob o título "Teorizando a luta feminista no Iraque pós-guerra 2003-2018". Embora os abrigos de Mohammed não tenham sido aprovados pelo governo iraquiano, ela continua abrigando mulheres de todos os tipos de violência até hoje.

## Ideologia política

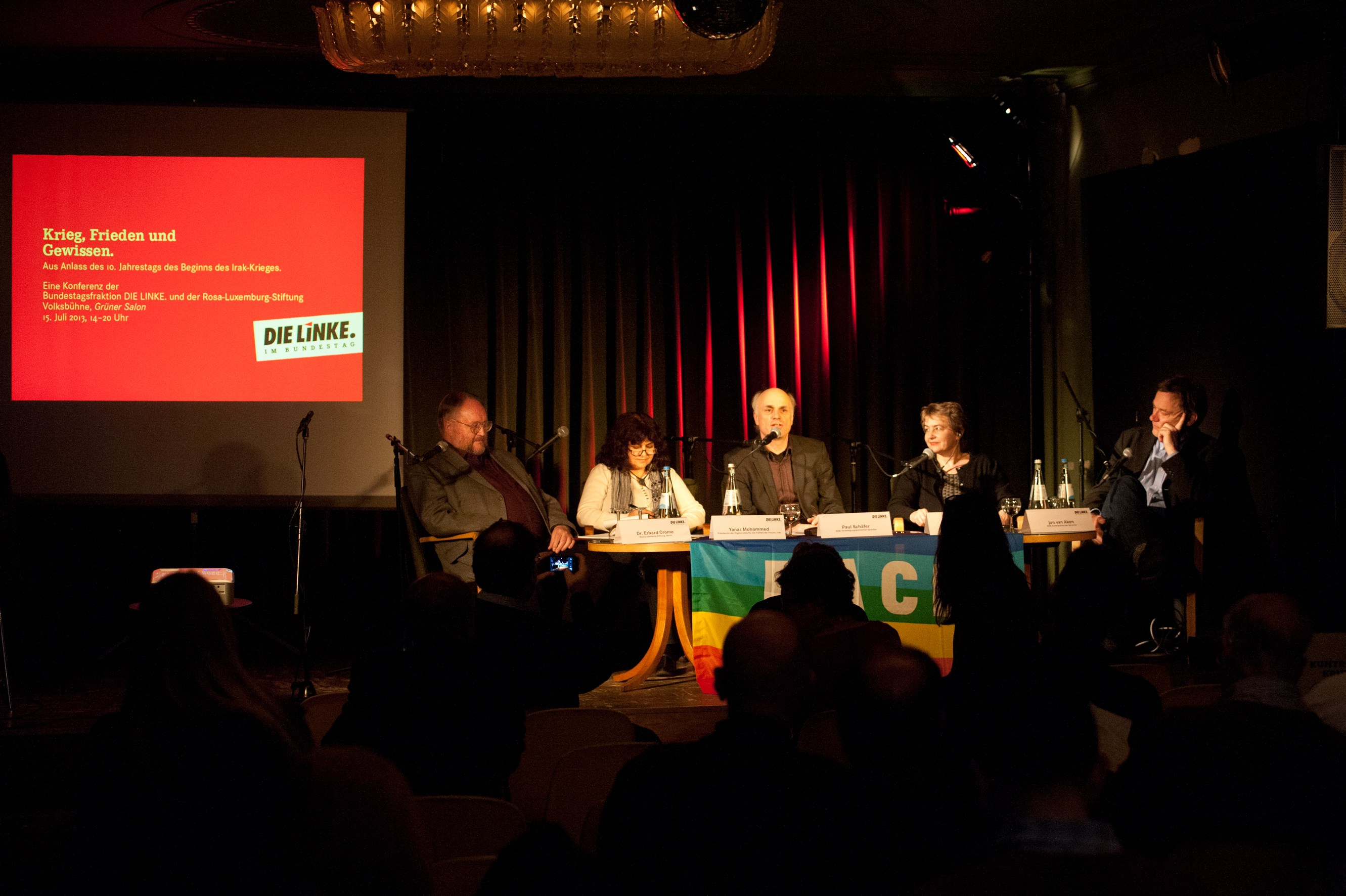
Yanar Mohammed (segundo da esquerda) na coletiva da Die Linke, em Berlim, na Alemanha, 2013

Mohammed faz campanha pelos direitos das mulheres. Ela é a favor do secularismo e da democracia, mas não apoia o envolvimento dos EUA no Iraque como força democratizadora.[carece de fontes?]
Ela tem sido fortemente crítica à invasão do Iraque pelos Estados Unidos, afirmando que a «ocupação dos EUA transformou as ruas do Iraque em uma zona de não-mulheres», e «a ocupação americana que está disposta a fazer genocídio, ou... Islã, que nos fará viver de uma forma completamente desumana e não liberada», preferindo assim uma terceira via para construir a liberdade no Iraque. Falando numa entrevista em 2007, afirmou «As tropas americanas precisam de sair imediatamente, sem condições.» Mohammed, então, acredita que a ocupação do Iraque pelos EUA está alimentando a insurgência e a violência predominantes no Iraque pós-2003, que está tendo um efeito prejudicial sobre os direitos das mulheres.[carece de fontes?]
Yanar Mohammed, embora não seja anti-religião, acredita fortemente no governo secular, argumentando que a igualdade das mulheres só pode ser alcançada através do governo secular porque um governo islâmico prejudicaria os direitos e a liberdade das mulheres. Yanar destaca o contraste entre o tratamento de suas avós há meio século e a experiência cotidiana retrógrada das mulheres no Iraque de hoje.
Como resultado de seu trabalho sobre os direitos das mulheres que questiona as interpretações extremas do Islã, Yanar Mohammed foi submetida a ameaças de morte e foi forçada a restringir seus movimentos. Jaish al Sahaba, parte do grupo islâmico iraquiano Comando Supremo para a Jihad e Libertação, enviou duas ameaças de morte a Yanar Mohammed em 2004. Estes foram citados como estando diretamente relacionados aos seus esforços para alcançar a igualdade de gênero na sociedade iraquiana. Depois de muitos anos falando sobre proteção e direitos das mulheres, as ameaças diminuíram, e sua organização e abrigos são considerados o único lugar seguro para mulheres ameaçadas no Iraque. Sua organização, a Organização para a Liberdade das Mulheres no Iraque, iniciou aulas de teoria feminista e está gradualmente se expandindo para uma Escola Feminista.

## Prêmios e honrarias
- Prêmio Gruber 2008 para os Direitos da Mulher[15]
- Prêmio Rafto de 2016[16]
- É uma das 100 Mulheres da lista da BBC de 2018.[17]

Ela também é retratada no documentário I am the Revolution, de Benedetta Argentieri.